# Новопетропавловское
Новопетропавловское — село в Далматовском районе Курганской области. Административный центр Новопетропавловского сельсовета.

## История
До 1917 года центр Ново-Петропавловской волости Шадринского уезда Пермской губернии. По данным на 1926 год состояло из 936 хозяйств. В административном отношении являлось центром Новопетропавловского сельсовета Белоярского района Шадринского округа Уральской области.

## Население
| 1989 | 2002  | 2010  |
| ---- | ----- | ----- |
| 1471 | ↘1346 | ↘1158 |

По данным переписи 1926 года в селе проживало 4591 человек (2177 мужчин и 2414 женщин), в том числе: русские составляли 100 % населения.